# 13. Internationale Sechstagefahrt

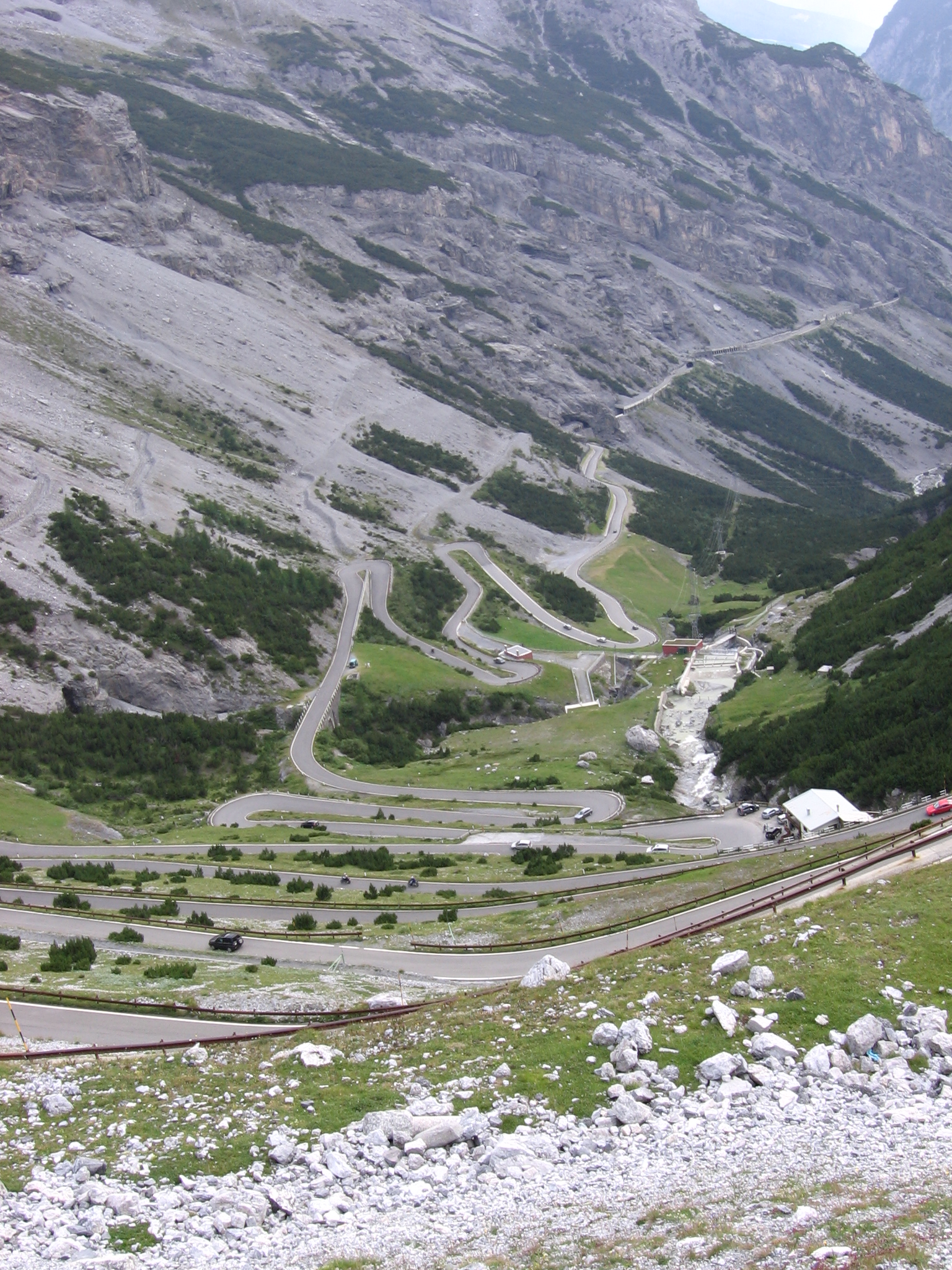
Das Stilfserjoch, Schwierigkeit am vierten Wettkampftag.

Die 13. Internationale Sechstagefahrt fand vom 30. August bis zum 4. September 1931 im italienischen Meran statt. In der Trophy-Wertung konnte das italienische Team seinen Vorjahressieg in diesem Geländesportwettbewerb verteidigen. In der Silbervasen-Wertung gewann erstmals ein niederländisches Team.

## Wettkampf
Für den Wettkampf in norditalienischen Meran hatten 93 Fahrer gemeldet. 88 Fahrer nahmen am ersten Tag den Wettkampf über insgesamt 1907 Kilometer auf. Die italienische Mannschaft musste die Trophy gegen Mannschaften aus Großbritannien, Frankreich und Deutschland verteidigen.
Für die Silbervasenwertung hatten je zwei Teams aus Großbritannien, Italien und den Niederlanden sowie jeweils ein Team aus Deutschland, Frankreich, der Tschechoslowakei und Belgien gemeldet.
Von den 88 Fahrern waren elf mit Seitenwagengespannen unterwegs.

### 1. Tag
Die 319,8 Kilometer lange Fahrstrecke des ersten Tages führte über verschiedene Pässe der Dolomiten. Es waren unter anderem der Jaufenpass, der Falzaregopass, das Pordoi- und das Sellajoch zu überqueren. Durch den Ausfall des Briten Perry und eines französischen Fahrers platzten die Trophy-Mannschaften dieser beiden Nationen. 
Bei den Silbervasen-Mannschaften platzten bereits am ersten Tag die Teams aus Italien (A-Team), der Tschechoslowakei und Belgien. In der Silbervasen-Wertung blieben die beiden britischen Mannschaften, die französische Mannschaft, die A-Mannschaft aus den Niederlanden und die italienische B-Mannschaft strafpunktfrei. Die deutsche Mannschaft hatte einen Strafpunkt.
Insgesamt fielen fünf Fahrer aus. 16 Fahrer erhielten Strafpunkte.

### 2. Tag
Die Strecke über 327 Kilometer führte bei strömendem Regen erneut über mehrere Dolomitenpässe. 
Am Ende des Tages waren in der Trophy-Wertung nur noch die Mannschaften aus Italien und Deutschland strafpunktfrei. Frankreich hatte 103 und Großbritannien 200 Strafpunkte. In der Silbervasenwertung blieben die niederländische A-Mannschaft und die italienische B-Mannschaft strafpunktfrei. Die deutsche und die britische B-Mannschaft hatten jeweils einen Strafpunkt. Danach folgten die niederländische B-Mannschaft (23 Strafpunkte), Großbritanniens A-Mannschaft (100), Frankreich (103), Italien A (200) und die tschechische Mannschaft (253).
Acht Fahrer schieden aus dem Wettbewerb aus.

### 3. Tag
Am dritten Tag war eine 373 Kilometer lange Schleife über Trient, Asiago, dem Rollepass, Predazzo und Auer zu absolvieren. Zeitweise herrschte heftiger Regen. 
Das deutsche Trophyteam erhielt drei Strafpunkte, weil der Fahrer von Krohn nach einer Kollision das Zeitlimit überschritt. Durch den Ausfall von Jelle Sybrandy platzte das niederländische B-Team.
Weitere Fahrer schieden nicht aus dem Wettbewerb aus.

### 4. Tag
Die 335 Kilometer lange Strecke führte von Meran über den Mendelpass, Dimaro, Tonalepass, Edolo, Apricapass, Madonna di Tirano, Bormio und über das Stilfserjoch zurück nach Meran. 
Von Krohn büßte durch einen Reifenwechsel Zeit ein und erhielt am Ende drei Strafpunkte. Somit war in der Trophy-Wertung nur noch das italienische Team strafpunktlos. Danach folgte Deutschland mit sechs Strafpunkten und Großbritannien mit 300 Strafpunkten. 
In der Silbervasenwertung hatten die ersten Mannschaften aus Großbritannien, Italien und den Niederlanden noch keine Strafpunkte. Danach folgten Deutschland (1 Strafpunkt), Niederlande B (52), Großbritannien B (200), Frankreich (203), Italien B (341) und die Tschechoslowakei (353). 
Ein Fahrer schied aus dem Wettbewerb aus.

### 5. Tag
Am fünften Wettkampftag führte die 345 Kilometer Strecke von Meran über Bozen, Auer, Salurn, Lavis, Trient, Madonna di Campiglio, Passo Campo Carlo Magno, Riva del Garda und Limone sul Garda nach Gardone Riviera. Auf Grund des schlechten Straßenbelages kam es zu häufigen Reifendefekten mit entsprechenden Zeitverlusten. 
Durch einen Defekt mit der Zündung und dem Verpassen des Zeitlimits erhielt der deutsche Silbervase-Fahrer Mittenzwei 31 Strafpunkte. Durch den Ausfall von Bradley und Tater platzte das britische Silbervase-B-Team.
Drei Fahrer schieden aus dem Wettbewerb aus.

### 6. Tag
Am letzten Tag waren noch einmal 207 Kilometer zurückzulegen. Von Gardone aus über Brescia, Pisogne, Clusone und Bergamo wurde die Rennstrecke Autodromo Nazionale Monza erreicht. Dort fand die abschließende Geschwindigkeitsprüfung statt. Durch ein besseres Ergebnis bei diesem Test konnte das niederländische Silbervasen-Team diese Gesamtwertung gegen das ebenfalls strafpunktfreie italienische Team gewinnen. 
Schnellster Fahrer auf der Abschlussprüfung war Ernst Henne mit der 750-cm³-BMW.
Vier Fahrer schieden aus dem Wettbewerb aus. Von 88 am ersten Tag gestarteten Fahrern erreichten 67 das Ziel.

## Endergebnisse

### Trophy
| Platz | Team                   | Strafpunkte |
| ----- | ---------------------- | ----------- |
| 1.    | Königreich Italien     | 0           |
| 2.    | Deutsches Reich        | 6           |
| 3.    | Vereinigtes Königreich | 600         |
| 4.    | Frankreich             | 803         |

Alle Fahrer der Mannschaft  Belgiens erreichten nicht das Ziel, womit diese aus der Wertung fiel.

### Silbervase
| Platz | Team                                  | Strafpunkte | Wegstrecke (a) |
| ----- | ------------------------------------- | ----------- | -------------- |
| 1.    | Niederlande (A-Mannschaft)            | 0           | 44,006         |
| 2.    | Königreich Italien (B-Mannschaft)     | 0           | 20,431         |
| 3.    | Deutsches Reich                       | 35          | -              |
| 4.    | Niederlande (B-Mannschaft)            | 94          | -              |
| 5.    | Vereinigtes Königreich (B-Mannschaft) | 200         | -              |
| 6.    | Vereinigtes Königreich (A-Mannschaft) | 500         | -              |
| 7.    | Königreich Italien (A-Mannschaft)     | 641         | -              |
| 8.    | Tschechoslowakei                      | 662         | -              |
| 9.    | Frankreich                            | 803         | -              |

### Einzelwertung
| Klasse       | Starter | Gold | Silber | Bronze | Zertifikat | ohne Auszeichnung | Ausfall/Disqualifikation | Ausfall/Disqualifikation | Ausfall/Disqualifikation | Ausfall/Disqualifikation | Ausfall/Disqualifikation | Ausfall/Disqualifikation | Ausfall/Disqualifikation |
| Klasse       | Starter | Gold | Silber | Bronze | Zertifikat | ohne Auszeichnung | 1. Tag                   | 2. Tag                   | 3. Tag                   | 4. Tag                   | 5. Tag                   | 6. Tag                   | Gesamt                   |
| ------------ | ------- | ---- | ------ | ------ | ---------- | ----------------- | ------------------------ | ------------------------ | ------------------------ | ------------------------ | ------------------------ | ------------------------ | ------------------------ |
| 175 cm³      | 10      | 8    | 2      | 0      | 0          | 0                 | 0                        | 0                        | 0                        | 0                        | 0                        | 0                        | 0                        |
| 250 cm³      | 2       | 0    | 1      | 0      | 0          | 0                 | 0                        | 1                        | 0                        | 0                        | 0                        | 0                        | 1                        |
| 350 cm³      | 14      | 5    | 5      | 0      | 1          | 0                 | 1                        | 1                        | 0                        | 1                        | 0                        | 0                        | 3                        |
| 500 cm³      | 46      | 24   | 3      | 5      | 2          | 2                 | 1                        | 5                        | 0                        | 0                        | 1                        | 3                        | 10                       |
| 750 cm³      | 5       | 2    | 0      | 1      | 1          | 0                 | 0                        | 0                        | 0                        | 0                        | 0                        | 1                        | 1                        |
| 600 cm³ (b)  | 10      | 2    | 1      | 0      | 1          | 0                 | 3                        | 1                        | 0                        | 0                        | 2                        | 0                        | 6                        |
| 1000 cm³ (b) | 1       | 1    | 0      | 0      | 0          | 0                 | 0                        | 0                        | 0                        | 0                        | 0                        | 0                        | 0                        |
| Gesamt       | 88      | 42   | 12     | 6      | 5          | 2                 | 5                        | 8                        | 0                        | 1                        | 3                        | 4                        | 21                       |

Die Markenwertung gewann Bianchi vor Gilera, Rudge-Withworth und Triumph.

## Teilnehmer
| Staat                  | Trophy-Team                                                                                    | Silbervase-Team |
| ---------------------- | ---------------------------------------------------------------------------------------------- | --- |
| Deutsches Reich        | Ernst Jakob Henne (BMW) Julius von Krohn (Zündapp) Josef Mauermayer/Wiggerl Kraus (BMW)        | Hans Hieronymus (Zündapp) Josef Stelzer (BMW) Johannes Mittenzwei/Käthe Mittenzwei (Zündapp)                                    |
| Frankreich             | M. Poupounneau (Magnat-Debon) N. Coulon (Terrot) F. Fraichard (Terrot)                         | M. Poupounneau (Magnat-Debon) N. Coulon (Terrot) F. Fraichard (Terrot)                                                          |
| Königreich Italien     | Rosolino Grana (Gilera 500) Luigi Gilera (Gilera 600) Miro Maffeis (Gilera 500)                | (A-Mannschaft) A. Fumagalli (Moto Guzzi 500) A. Pizzioli (Moto Guzzi 600) Alfredo Panella (Moto Guzzi 500)                      |
| Königreich Italien     | Rosolino Grana (Gilera 500) Luigi Gilera (Gilera 600) Miro Maffeis (Gilera 500)                | (B-Mannschaft) Lino Bonatti (Mas 175) E. Picozzi (Mas 175) Natale Boneschi (Mas 175)                                            |
| Niederlande            |                                                                                                | (A-Mannschaft) Dick H. Eysink (Eysink 500) Gerald Bakker Schut (Rudge-Withworth 500) A. P. van Hamersveld (Rudge-Withworth 500) |
| Niederlande            | (B-Mannschaft) P. J. Nortier (Ariel 500) Jaap E. Fijma (Ariel 500) J. H. Sybrandy (B.S.A. 500) | |
| Tschechoslowakei       |                                                                                                | J. Melzer (B.S.A. 500) V. Rindler (Rudge-Withworth 500) E. Stokuc (Jawa 500)                                                    |
| Vereinigtes Königreich | H. S. Perry (Ariel) Albert E. Perrigo (B.S.A.) George Rowley (A.J.S.)                          | (A-Mannschaft) L. A. Welsh (Royal Enfield) Vic Brittain (Sunbeam) F. W. Neill (Matchless)                                       |
| Vereinigtes Königreich | H. S. Perry (Ariel) Albert E. Perrigo (B.S.A.) George Rowley (A.J.S.)                          | (B-Mannschaft) Peter Bradley (Sunbeam) F. E. Thaker (Ariel) Jack Williams (Rudge-Withworth)                                     |